# Пам'ятник Пилипу Орлику (Київ)
Пам'ятник Пилипу Орлику — монумент на честь українського політичного діяча і гетьмана Війська Запорозького Пилипа Орлика, встановлений в Києві на перетині вулиць Пилипа Орлика та Липської.

## Історія
Конкурс проектів монумента почався в 2006 році, проте безпосередні роботи почалися лише в 2011 році після звернення суддів Конституційного суду до президента з проханням прискорити зведення культурного об'єкта до річниці від дня прийняття Конституції України.
28 червня 2011 року, в день 15-річчя з дня ухвалення Конституції України, в Києві відбулося урочисте відкриття пам'ятника.
Монумент створив авторський колектив скульптора, народного художника України, дійсного члена академії мистецтв України Анатолія Куща та заслуженого архітектора України, члена академії архітектури Олега Стукалова .

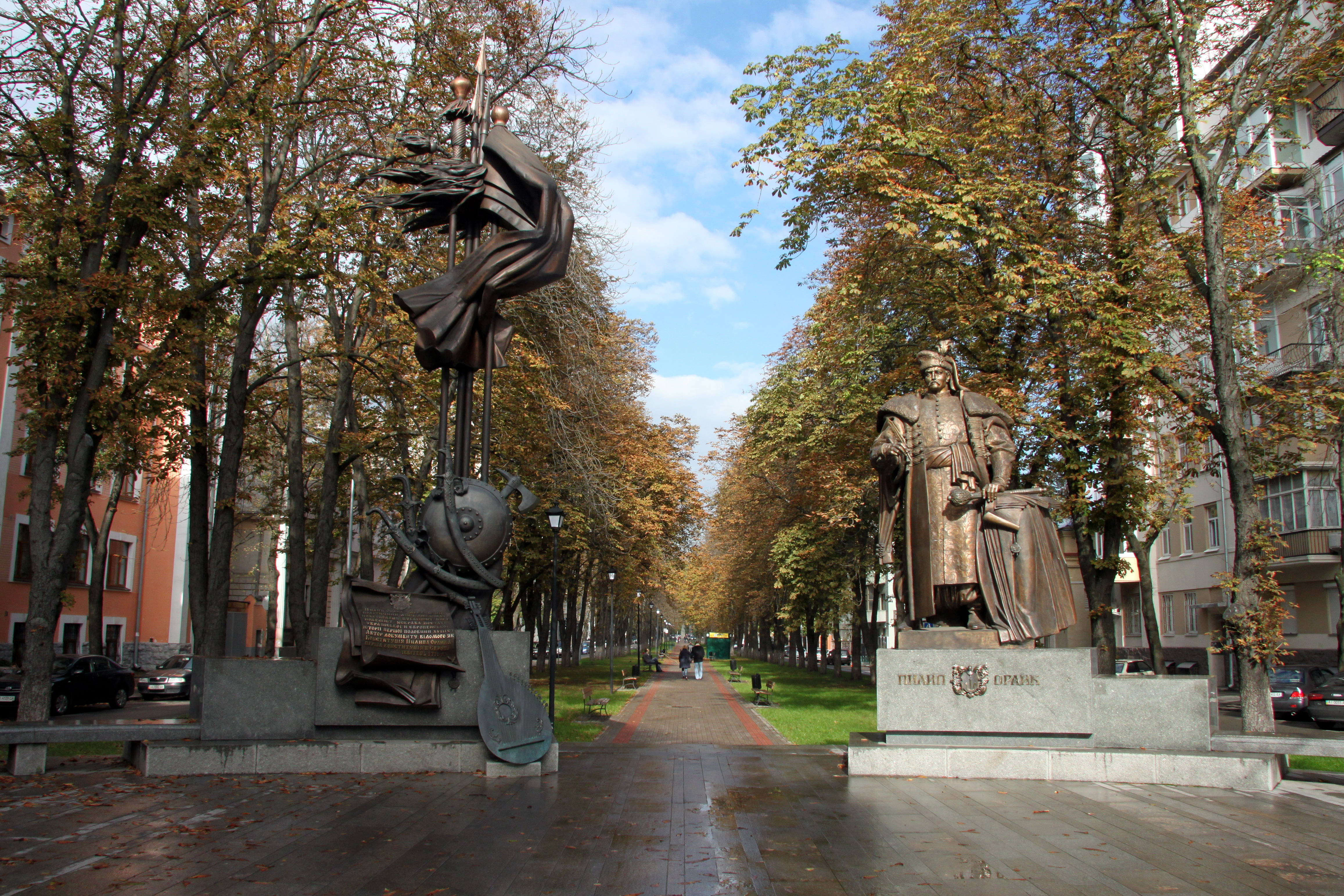
Пам'ятник гетьману Пилипу Орлику в Києві

## Опис
Пам'ятник являє собою культурну композицію, що складається з двох елементів: пам'ятника гетьману і козацької атрибутики — біля постаменту встановлена бандура, на постаменті — надірваний прапор, який розвівається, а також козацькі шаблі .
Орлик зображений у багатому вбранні XVIII століття, ліва рука спирається ну тумбу з паперами і булавою, а у правій руці — перо. За словами Куща, одяг і атрибути історично ідентичні. На постаменті пам'ятника також встановлено родовий герб гетьмана .
Культурна композиція виконана з бронзи і граніту. Вона розташована таким чином, що між пам'ятником Орлику та прапором є прохід, за яким починається сквер .